# 鷹狩山
鷹狩山（たかがりやま）は、長野県大町市の山。標高は1,164m。

## 概要
大町市街地の東方、大峰山地に位置し、北に霊松寺山（1128.6m）、南に南鷹狩山（1147.4m）がある。山頂一帯は鷹狩山展望公園として、展望台や遊歩道が整備され、北アルプス後立山連峰の山々を眺望できる。山麓には大町山岳博物館がある。
江戸時代にはオオタカやハイタカなど鷹狩山で捕獲された幼鳥が、徳川将軍家に献上された。